# Hymenopenaeus neptunus
Hymenopenaeus neptunus är en kräftdjursart som först beskrevs av Charles Spence Bate 1881.  Hymenopenaeus neptunus ingår i släktet Hymenopenaeus och familjen Solenoceridae. Inga underarter finns listade i Catalogue of Life.